# Д’Ансельм, Филипп
Филипп Анри Жозеф д’Ансельм (фр. Philippe Henri Joseph d'Anselme; 30 августа 1864, Вореп — 26 марта 1936) — французский бригадный генерал.

## Биография
В Первую мировую войну командовал полком, затем бригадой и дивизией.
С 15 января 1919 года — командующий союзными оккупационными войсками Антанты (французскими и греческими) на Юге России (их штаб был расположен в Одессе).

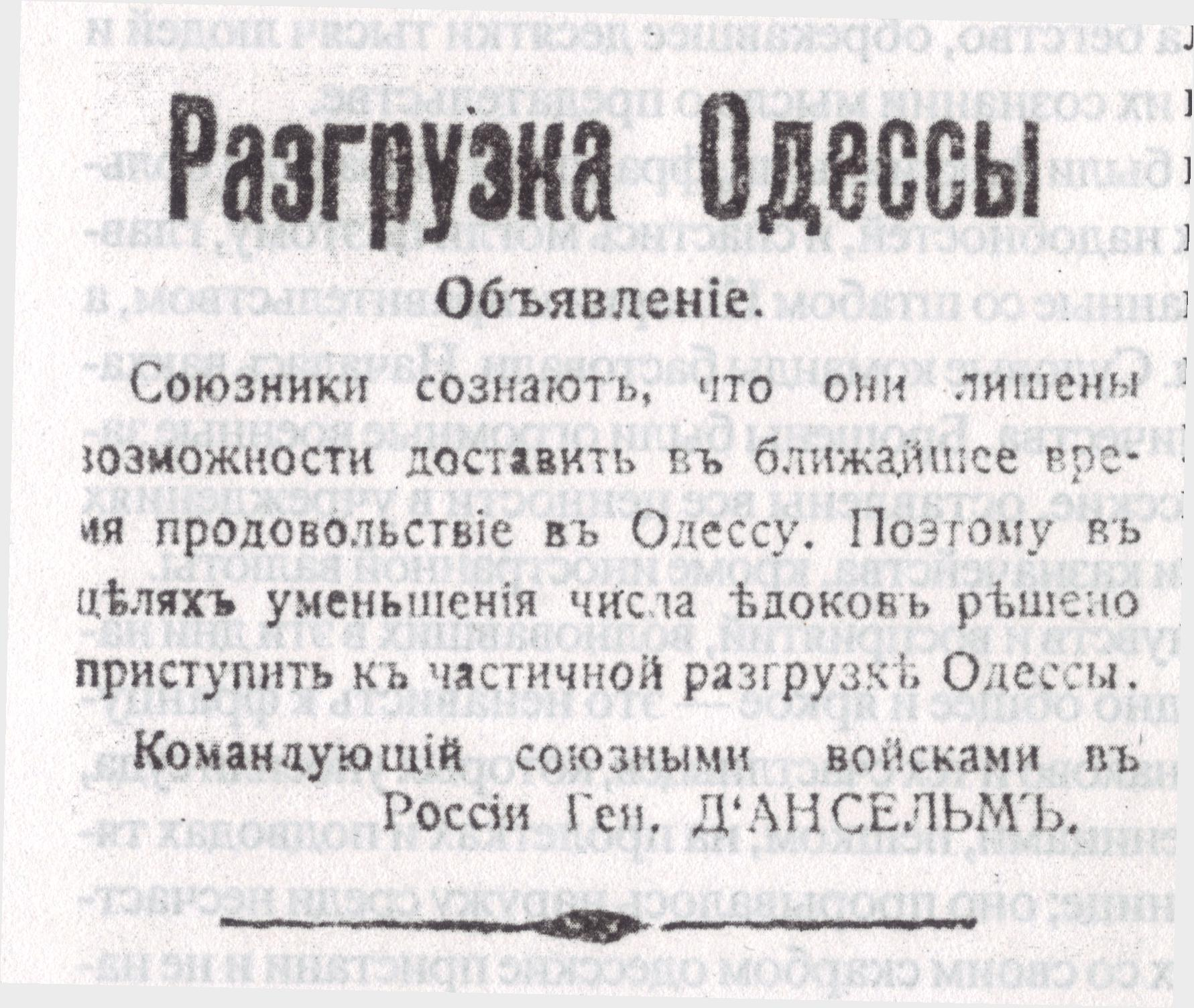
Приказ за подписью д Ансельма. Одесса, 3 апреля 1919

В политических и других важных вопросах, по воспоминаниям его современников, д’Ансельм следовал советам своего начальника штаба полковника Анри Фрейденберга. 2 апреля 1919 года объявил о спешной эвакуации союзников из Одессы в течение 2 дней, что поставило в весьма затруднительное положение русские добровольческие части, сформированные в Одессе (бригаду Тимановского).
Вышел на пенсию 30 августа 1926 года. 

## Мемуары
- Санников, А. С. Одесские записки // Вопросы истории : Журнал. — 2001. — № 6. — С. 86—102.